# Юрій Юрійович Ходкевич
Юрій Юрійович Ходкевич гербу власного (бл. 1570 — 22 липня 1595, Берестовиця) — Крайчий Великий Литовський (1588), староста генеральний Жемайтійський (1590-1595), маршалок Головного Трибуналу Великого князівства Литовського (1594).

## Життєпис
Син Юрія Олександровича Ходкевича, каштеляна Трокайського (1566), крайчого Литовського (1555), стольника Литовського (1549), старости Більського та його дружини княжни Софії, уродженої Олелькович з князів Слуцьких. Його дід — Олександр Ходкевич та його бабуся — княгиня Василиса Головчинська гербу Лебідь.
У Юрія Олександровича була сестра Гальшка Ходкевичівна, з якою одружився Вацлав Шемет - каштелян Смоленським, і брат Єроним Ходкевич (1560-1617) - крайчий Литовський, староста Берестейський, каштеляном Віленський. Вся родина була православною.
Юрій Юрійович також був вихований у православ'ї. Мав брата Ієроніма Ходкевича. Пізніше, під час навчання в Єзуїтському коледжі прийняв католицизм (те саме зробив і його брат).
Під його опікою росла малолітня княжна Софія Слуцька.
1589 року був підписантом ратифікації Битомсько-Бендзінського трактату на Пацифікаційному сеймі.
1594 року дружиною Юрія стала княгиня Софія, донька князя Миколи Радзивіла Новогрудського воєводи (1546-1589) та Софії Олени Глебович Полонської. Єзуїт Іван Боболя (1557-1604) написав поему на честь їх весілля. У цьому шлюбі народився один син Микола, який помер у дитинстві.
Похований у церкві монастиря Благовіщення Пресвятої Богородиці в Супраслі.